# Arakawa Hiromu
Arakawa Hiromu (Nhật: 荒川 弘 (Hoang Xuyên Hoằng) sinh ngày 8 tháng 5 năm 1973) là một mangaka người Nhật Bản đến từ Hokkaidō. Bà được biết đến nhiều nhất với vai trò là tác giả của bộ manga Cang giả kim thuật sư, tác phẩm nổi tiếng cả trong và ngoài nước, sau đó được dựng thành hai phiên bản anime khác nhau.
Bà thường tự hoạ chân dung của mình là một con bò cái đeo kính. Tên thật của bà là Hiromi (弘美), cái tên tương đồng như tên bút danh giống nam giới của bà, Hiromu.

## Sự nghiệp
Arakawa sinh vào ngày 8 tháng 5 năm 1973 tại Tokachi, Hokkaidō, Nhật Bản và lớn lên ở trang trại sản xuất sữa với ba người chị lớn và một người em trai. Arakawa nghĩ về việc sẽ trở thành mangaka "từ khi còn nhỏ" và trong những năm tháng học tập, cô thường vẽ vào sách giáo khoa. Sau khi có bằng đại học, cô theo học lớp tranh sơn dầu mỗi tháng một lần trong bảy năm trong khi làm việc ở trang trại gia đình. Trong khoảng thời gian này, cô đã sáng tác các manga dōjinshi với những người bạn và vẽ yonkoma cho một tạp chí.
Arakawa chuyển đến sống ở Tokyo vào mùa hè năm 1999, và bắt đầu sự nghiệp từ công việc trợ lý cho Etō Hiroyuki, tác giả của Mahōjin Guru Guru. Sự nghiệp riêng của bà bắt đầu với Stray Dog xuất bản trong Monthly Shōnen Gangan của Square Enix cùng năm đó. Stray Dog dành vị trí thứ chín của Giải thưởng "Shōnen Gangan" Thế kỷ XXI. Arakawa xuất bản một chương của Shanghai Yōmakikai trong Monthly Shōnen Gangan năm 2000. Vào tháng 7 năm 2001, bà đăng chương đầu tiên của tác phẩm Cang giả kim thuật sư trên tạp chí Monthly Shōnen Gangan. Bộ truyện kéo dài 108 chương, với chương cuối được công bố vào tháng 7 năm 2010, và được tập hợp thành 27 quyển tankōbon. Khi hãng BONES chuyển thể manga thành một bộ anime, Arakawa đã giúp họ phát triển nó. Tuy nhiên, để phát triển manga nhiều hơn, về sau bà để họ tự làm việc trong khâu kịch bản, nên giữa anime và manga có hai kết thúc khác nhau. Bộ truyện giành chiến thắng trong giải Shogakukan Manga Award lần thứ 49 ở hạng mục shōnen tổ chức năm 2004. Khi chuyển thể anime thứ hai được sản xuất, Arakawa cho đạo diễn Irie Yasuhiro biết kế hoạch về cái kết manga của bà, tạo hai kết thúc cho truyện và phim cận ngày nhau.
Hiện nay bà sống ở Tokyo và cho xuất bản ba tác phẩm khác, Raiden 18, Sōten no Kōmori, và Hero Tales. Arakawa cộng tác với Studio Flag dưới cái tên Huang Jin Zhou trong khi sáng tác Hero Tales. Trong phiên bản chuyển thể anime của bộ truyện, Arakawa đảm nhiệm khâu thiết kế nhân vật. Bà còn vẽ bìa minh họa cho phiên bản tiếng Nhật của The Demon's Lexicon, sáng tác bởi Sarah Rees Brennan.
Vào tháng 4 năm 2011, Arakawa bắt đầu một tác phẩm mới mang tựa Silver Spoon, đăng thường kỳ trên Weekly Shōnen Sunday của Shogakukan. Sau khi viết một bộ truyện phiêu lưu kỳ ảo như Cang giả kim thuật sư, Arakawa muốn tự thách thức bản thân bằng một câu chuyện đời thường như Silver Spoon. Nó nhanh chóng nằm trong số những tựa đề bán chạy nhất của Shogakukan và được dựng thành anime bởi A-1 Pictures, bắt đầu khởi chiếu vào tháng 7 năm 2013. Bà cũng viết phiên bản manga phỏng theo bộ tiểu thuyết Arslan Senki của Tanaka Yoshiki từ tháng 7 năm 2013, đăng dài kỳ trên Bessatsu Shōnen Magazine của Kodansha.

## Tác phẩm
- Stray Dog (1999)
- Shanghai Yōmakikai (上海妖魔鬼怪?) (2000)
- Hagane no Renkin Jutsushi (鋼の錬金術師? xuất bản chính thức tại Việt Nam dưới tên Cang giả kim thuật sư) (2001–2010)
- Raiden 18 (2005)
- Sōten no Kōmori (蒼天の蝙蝠?) (2006)
- Hero Tales (獣神演武 Jūshin Enbu?) (2006–2010)[19]
- Noble Farmer (百姓貴族 Hyakushō Kizoku?) (2006)
- Silver Spoon (銀の匙 Gin no Saji?) (2011–)
- Arslan Senki (アルスラーン戦記 Arusurān Senki?) (2013–)

## Giải thưởng
- 1999: Giải Enix Thế kỷ 21 lần thứ 9 cho Stray Dog.[1]
- 2003: Giải manga Shogakukan lần thứ 49, hạng mục Shōnen cho Cang giả kim thuật sư.[10]
- 2011: Giải Văn hóa Tezuka Osamu lần thứ 15, hạng mục "Vinh danh họa sĩ mới".[20]
- 2011: Giải Seiun lần thứ 42, hạng mục "Truyện tranh khoa học viễn tưởng hay nhất" cho Cang giả kim thuật sư.[21]
- 2012: Giải Manga Taishō lần thứ 5 cho Silver Spoon.[22]
- 2012: Giải manga Shogakukan lần thứ 58, hạng mục shōnen cho Silver Spoon.[23]